# Cô dâu nhập cư châu Á tại Nhật Bản
Số lượng cô dâu di cư châu Á ngày càng tăng ở Nhật Bản (tiếng Nhật: 嫁不足) kết hôn với đàn ông Nhật Bản là một hiện tượng xảy ra ở cả nông thôn và thành thị Nhật Bản.  Từ giữa những năm 1980, đàn ông nông thôn Nhật Bản đã bắt đầu lấy các cô dâu châu Á ngoại quốc, từ Philippines, Sri Lanka, Thái Lan, Trung Quốc và Hàn Quốc, như một cách để chống lại việc giảm số lượng phụ nữ trong độ tuổi kết hôn, sinh con sẵn sàng  kết hôn với đàn ông nông thôn Nhật Bản. Hiện tượng này sau đó cũng lan sang các khu vực đô thị của Nhật Bản. Hiện tượng này đã tạo ra một ngành công nghiệp môi giới hôn nhân nước ngoài mới sử dụng cả chính quyền địa phương và các tổ chức tư nhân  để tạo thuận lợi cho việc di cư của các cô dâu nước ngoài.  Đây phần lớn là kết quả của dân số già ở Nhật Bản, nơi có khoảng 20% dân số trên 65 tuổi, đặc biệt cao, tỷ lệ sinh chỉ 1,3 và tăng cơ hội cho phụ nữ và tăng  chi phí chăm sóc trẻ em.

## Nguyên nhân
Thật khó để xác định một nguyên nhân trực tiếp duy nhất cho việc thực hành của các cô dâu nước ngoài bởi vì nó thực sự là sản phẩm của một môi trường. Tuy nhiên, có một số yếu tố đã góp phần vào môi trường thúc đẩy thực hành này. Kể từ năm 1955, phụ nữ đã tăng từ 15% đến 40% lực lượng lao động, giảm khả năng sinh con. Có sự không mong muốn về vai trò của một người nông thôn bà nội trợ. Nhiều phụ nữ không thích giữ vai trò này vì nó hạn chế nghiêm trọng các cơ hội nghề nghiệp và có sự kỳ thị xã hội.  Những người vợ ở nông thôn dự kiến sẽ chăm sóc bố mẹ chồng. Đây có thể là một trải nghiệm rất đau thương vì mối quan hệ giữa mẹ chồng và con dâu thường rất lạm dụng. Ngoài những nhiệm vụ này, một người vợ sẽ phải chịu gánh nặng nuôi con, quản lý hộ gia đình và tài chính, và trong nhiều trường hợp là một phần của công việc nông nghiệp. Nhìn chung, số lượng các cuộc hôn nhân giảm là nguyên nhân của 50% tỷ lệ sinh giảm.
Một khía cạnh khác góp phần vào hiện tượng này là dân số già của Nhật Bản. Lần đầu tiên kể từ thế kỷ 19, Nhật Bản đã trải qua sự suy giảm dân số trong thời bình.  Hiện tại vẫn còn nhiều phụ nữ sẵn sàng kết hôn và sinh con, xu hướng lão hóa trong xã hội Nhật Bản sẽ trở nên tự duy trì vào một lúc nào đó. Từ năm 1995, Nhật Bản đã giảm dân số sản xuất, những người ở độ tuổi từ 15 đến 64.  Đơn giản là sẽ có ít phụ nữ hơn để hoàn thành các vai trò này. Và, kết quả là có ít phụ nữ hơn, sẽ có ít con hơn. Tỷ lệ kết hôn của phụ nữ từ 25 đến 29 tuổi giảm từ 82% xuống 52% từ 1970 đến 1995.
Trong khi điều này vẫn còn xa trong tương lai, ở một số nơi, các trường học đã được thay thế bằng trung tâm cao cấp vì không có trẻ em đến lớp.

## Khía cạnh tài chính hoặc chi phí
Mặc dù có được thông tin chính xác và đáng tin cậy về các khía cạnh tài chính của việc nhập khẩu vợ là khó khăn vì phần lớn các thỏa thuận này không được công bố rộng rãi, thông tin có sẵn chủ yếu đến từ các cơ quan tạo điều kiện cho các giao dịch này. Đàn ông Nhật Bản đã trả khoảng 20.000 đô la (USD) cho các cơ quan này cho loại giao dịch này. Trong khoản thanh toán này, có tới 3.000 đô la đang được trả dưới dạng của hồi môn cho gia đình cô dâu. Phần còn lại của 20.000 đô la về mặt lý thuyết được phân bổ cho chi phí đi lại và quà cho cô dâu. Tuy nhiên, một lần nữa, những con số này hơi mơ hồ vì những lý do rõ ràng.
Việc nhập khẩu cô dâu được khuyến khích hơn nữa bởi một số chính quyền địa phương, nơi đã thiết lập dịch vụ mai mối và tư vấn hôn nhân. Hơn nữa, một số chính quyền địa phương cũng đã cố gắng gây ảnh hưởng đến hôn nhân bằng cách tăng thuế đối với người độc thân và cung cấp phần thưởng tài chính cho các câu lạc bộ gọi là koryukai, nơi cung cấp các cuộc họp với phụ nữ đủ điều kiện. Chính quyền địa phương thậm chí đã đi xa đến mức hỗ trợ nông dân tìm kiếm cô dâu nước ngoài trong một số trường hợ.